# Pierre Salettes
Pas d'image ? Cliquez ici

a Compétitions nationales et continentales officielles uniquement.

Pierre Salettes est un joueur français de rugby à XV évoluant au poste de talonneur.

## Biographie
Originaire de Mirepoix dans l'Ariège, il joue au rugby d'abord avec l'US Quillan puis au RC Narbonne. Il est notamment finaliste du Championnat de France en 1974 avant de remporter le bouclier de Brennus avec le club narbonnais en 1979,. Après sa carrière sportive, il devient le directeur du Parc des Sports de Narbonne.
En décembre 2000, à la suite de la démission de Pierre Berbizier du poste d'entraîneur du RC Narbonne, il est nommé entraîneur en compagnie de Pierre Arrambide pour pallier ce départ. Il reste en poste jusqu'à la fin de la saison où il est remplacé par Guy Martinez,.

## Palmarès
Avec Narbonne (joueur)
- Championnat de France de première division :
  - Champion (1) : 1979
  - Vice-champion (1) : 1974

Avec Narbonne (entraîneur)
- Bouclier européen :
  - Finaliste (1) : 2001